# Helcanthica spermotoca
Helcanthica spermotoca är en fjärilsart som beskrevs av Edward Meyrick 1932. Helcanthica spermotoca ingår i släktet Helcanthica och familjen Agonoxenidae. Inga underarter finns listade i Catalogue of Life.